# Saison 2 de Hudson et Rex
Chronologie
Saison 1 Saison 3
Cet article présente le guide des épisodes de la seconde saison de la série télévisée canadienne Hudson et Rex.

## Distribution
- John Reardon (en) : détective Charlie Hudson, équipier de Rex
- Mayko Nguyen (VF : Laurence Dourlens) : chef de police scientifique Sarah Truong
- Kevin Hanchard (en) : Superintendent Joseph Donovan
- Justin Kelly : spécialiste informatique Jesse Mills
- Diesel vom Burgimwald : Rex

## Épisodes

### Épisode 1:Les diamants sont éternels
- Canada : 24 septembre 2019 sur Citytv
- France : 19 juillet 2020 sur France 3

### Épisode 2:Froid comme la glace
- Canada : 1er octobre 2019 sur Citytv
- France : 19 juillet 2020 sur France 3

### Épisode 3:Travail d'équipe
- Canada : 8 octobre 2019 sur Citytv
- France : 19 juillet 2020 sur France 3

### Épisode 4:La musique endurcit les cœurs
- France : 18 juillet 2021 sur France 3

### Épisode 5:La mort au bout des doigts
Diffusion :
France : Dimanche 18 juillet 2021 sur France 3

### Épisode 6:Une réalité sous influence
Diffusion :
France : Dimanche 18 juillet 2021 sur France 3

### Épisode 7:La forêt a des yeux
Diffusion :
France : Dimanche 18 juillet 2021 sur France 3

### Épisode 8:Game of Bones
Diffusion : Belgique Dimanche 15 Octobre 2023 RTBF La Une
Titre français : Jaune détonateur
Synopsis : Un crime a lieu dans une startup qui robotise des voitures. Hudson suspecte un meurtre pour raisons financières mais c'est le chien robot de la victime qui va mettre Rex sur une piste
Diffusion : France : Dimanche 25 juillet 2021 sur France 3

### Épisode 9:Bullet in the Water
Diffusion : France : Dimanche 25 juillet 2021 sur France 3

### Épisode 10:The French Connection
Diffusion : France : Dimanche 25 juillet 2021 sur France 3

### Épisode 11:Rex Machina
Diffusion : France : Dimanche 25 juillet 2021 sur France 3

### Épisode 12:Rex and the City
Diffusion : Belgique Dimanche 22/10/2023 RTBF La Une (Rediffusion probable)
Titre français: Touché au coeur
Synopsis : Hudson et Rex enquêtent sur la mort de Nate, un homme séduisant qui collectionnait les conquêtes sur un site de rencontre très sélectif. Il a été tué d'une flèche dans le cœur, ce qui laisse deviner une vengeance sentimentale.